# Habropetalum dawei
Habropetalum dawei ist die einzige Pflanzenart der monotypischen Gattung Habropetalum aus der Familie der Hakenblattgewächse (Dioncophyllaceae) und ist in Sierra Leone heimisch.

## Beschreibung
Die Art ist eine giftige Liane. Soweit die umliegende Vegetation ihr die Möglichkeit gibt, klettert sie, meist aber bildet sie einen eigenständigen Strauch. Sie ist stark schuppig bis flockig behaart, die Behaarung ist rostrot. Die Sprossachse ist fein geriffelt, der Blattstiel breit, schmal geflügelt und unbeweglich.
Ihr dicht mit attraktiven Blüten besetzter Blütenstand weist ausgeprägte Tragblätter auf. Die Blüten öffnen sich entweder frühmorgens und fallen noch vor Mittag ab oder öffnen sich spätnachmittags und fallen am nächsten Morgen ab. Die dachziegelig übereinanderliegenden, großen Kelchblätter sind länglich-elliptisch. Die großen Kronblätter sind zart und weiß. Die zehn Staubblätter sind länglich. Die beiden unverwachsenen und unverzweigt fadenförmigen Griffel tragen kopfige Narben.
Die Frucht ist eine Kapsel und weist zwei Klappen auf. Sie ist im Vergleich zu den Funiculi und den
Samen unscheinbar und klein, aufgrund dessen ist die Kapsel selbst annähernd funktionslos. Der Funiculus ist extrem verdickt, 2 bis 3,5 Zentimeter lang und 2 Millimeter dick. Die massiven und trotz ihrer Größe leichten, dick scheibenförmigen Samen messen reif 4,5 bis 5,5 Zentimeter im Durchmesser, sind 2 bis 3 Zentimeter dick und weisen einen 1 bis 2,5 Zentimeter langen Flügel auf. Vermutlich werden sie durch Wasser verbreitet.

## Verbreitung und Ökologie
Habropetalum dawei ist nur in einem kleinen Gebiet im Südosten des westafrikanischen Sierra Leone heimisch. Dort findet sie sich auf sandigem Buschland küstennaher Gebiete, die während der Regenzeit überschwemmt sind. Die Standorte sind nur selten dicht bewachsen, sondern meist von offener, karger und grasbewachsener Vegetation geprägt. Häufig vergesellschaftet sind Ochna multiflora, Hymenocardia lyrata und Hymenocardia heudelotii.
Ein Frassfeind, vermutlich die Larve eines Kleinschmetterlings, zerstört die Blüten häufig, weshalb es nur selten zu Fruchtansatz kommt. Auf den Blättern wurden zwei Pilze aufgesammelt, zum einen eine Art der Gattung Dictyopeltis sowie zum anderen eine Art der Gattung Clypeolum.

## Systematik und Botanische Geschichte
Erstbeschrieben wurde die Art 1927 als Dioncophyllum dawei durch John Hutchinson und John McEwan Dalziel, erst Herbert Kenneth Airy Shaw stellte sie dann 1951 in eine eigene Gattung Habropetalum.

## Ethnobotanik
Aus der Sprossachse der in Sierra Leone „tawma (tawmei)“ bzw. „toma (tomai)“ oder „sangi“  genannten Pflanze werden Seile gefertigt. Die jungen Blätter der Pflanze werden zerstampft und als Fischgift gebraucht oder dienen -vermischt mit Palmöl- zum Einreiben der Füße, dies gilt als sehr wirksames Mittel zur Behandlung von Sandflöhen.

## Nachweise
1. ↑  J. P. M. Brenan: Some Aspects of the Phytogeography of Tropical Africa, in: Annals of the Missouri Botanical Garden, Vol. 65, No. 2, p. 460, 1978
2. 1 2 3 4 5 6  Airy Shaw: On the Dioncophyllaceae, a remarkable new family of flowering plants. In: Kew Bulletin, 1951, S. 327–347
3. ↑  H.M. Burkill: The useful plants of west tropical Africa, Bd. 1, 1985, Online (Seite nicht mehr abrufbar, festgestellt im April 2018. Suche in Webarchiven)  Info: Der Link wurde automatisch als defekt markiert. Bitte prüfe den Link gemäß Anleitung und entferne dann diesen Hinweis.